# Drepanium vaucheri
Drepanium vaucheri là một loài Rêu trong họ Hypnaceae. Loài này được (Lesq.) G. Roth mô tả khoa học đầu tiên năm 1904.